# Hit'n Run Tour
Hit'n Run Tour è un mini tour di quattro date intrapreso dal gruppo hard rock Kiss. Le quattro date hanno avuto luogo negli Stati Uniti tra il 20 e il 27 luglio 2007. Nell'ultima data del tour i Kiss si sono esibiti per la seconda volta nella loro storia in tre a causa di una tachicardia che aveva reso indisposto Paul Stanley poco prima del concerto.

## Date
| Data           | Città            | Stato       | Luogo                             | Biglietti venduti / Biglietti disponibili |
| -------------- | ---------------- | ----------- | --------------------------------- | ----------------------------------------- |
| 20 luglio 2007 | Sault Ste. Marie | Stati Uniti | Kewadin Casino                    | ~10 000                                   |
| 21 luglio 2007 | Cadott           | Stati Uniti | Cadott Rock Fest                  | ~35 000                                   |
| 25 luglio 2007 | Anaheim          | Stati Uniti | Cisco Customer Appreciation Event | ~1 000                                    |
| 27 luglio 2007 | San Jacinto      | Stati Uniti | Soboba Casino Arena               | ~6 000                                    |
| Totale         | Totale           | Totale      | Totale                            | ~52 000                                   |

## Scaletta
Nella scaletta del tour è stato inserito il brano All American Man, presente nell'album Alive II e mai eseguito dal vivo. Le due liste che seguono riguardano la scaletta utilizzata nei quattro concerti e quella della data del 27 luglio 2007 in cui i Kiss hanno suonato senza Paul Stanley.
Generale
1. Detroit Rock City
2. Deuce
3. Makin' Love
4. All American Man
5. Calling Dr. Love
6. Lick It Up
7. I Love It Loud
8. Firehouse
9. Do You Love Me?
10. C'mon And Love Me
11. Hotter Than Hell
12. Watchin' You
13. Shout It Out Loud
14. God Of Thunder
15. Got To Choose
16. Love Gun
17. Black Diamond
18. Let Me Go, Rock 'N Roll
19. God Gave Rock 'N Roll To You II
20. Rock And Roll All Nite

27 luglio 2007
1. Deuce
2. Cold Gin
3. Calling Dr. Love
4. Christeen Sixteen
5. Nothin' To Lose
6. I Love It Loud
7. Goin' Blind
8. Watchin' You
9. She
10. Parasite
11. Assolo di basso
12. God Of Thunder
13. Let Me Go, Rock 'N Roll
14. Black Diamond
15. Rock And Roll All Nite

## Formazione
- Gene Simmons - basso, voce
- Paul Stanley - chitarra ritmica, voce[5]
- Eric Singer - batteria, voce
- Tommy Thayer - chitarra solista